# Brora (Schottland)
Brora, schottisch-gälisch Brùra oder Inbhir Bhrùra, ist ein Dorf in der schottischen Council Area Highland. Es liegt an der Nordseeküste an der Mündung des Flusses Brora in der traditionellen Grafschaft Sutherland etwa 35 km nordöstlich von Invergordon und 60 km südwestlich von Wick. Im Jahre 2011 verzeichnete Brora 1282 Einwohner.

## Wirtschaft
Seit dem 16. Jahrhundert wurde in Brora Kohle abgebaut. Es war das einzige Bergwerk im Vereinigten Königreich, in dem Kohle aus dem Jura und nicht aus dem Karbon abgebaut wurde. Sie wurde 1974 geschlossen. Seit 1819 brennt die Brora-Brennerei in der Ortschaft Whisky. Sie wurde zwar 1983 geschlossen, hat aber seit Mai 2021 wieder mit der Produktion begonnen. Seit 1968 wird mit Clynelish eine zweite Whiskybrennerei auf dem Gelände der Brora-Brennerei betrieben, die bis heute aktiv ist.

## Verkehr
Brora liegt an der bedeutenden Fernstraße A9, die Edinburgh mit Thurso verbindet. Seit 1871 besitzt Brora einen eigenen Bahnhof an der Far North Line. Heute wird er von ScotRail betrieben und bedient. Im Jahre 1814 wurde ein Hafen angelegt.

## Sehenswürdigkeiten
Nur wenige Hundert Meter südlich von Brora direkt an der Küste lag die Brora Y Station, eine von 1939 bis 1986 betriebene Funkabhörstelle, deren Überreste noch zu sehen sind. Der Broch von Cinn Trolla (auch Cill Trolla oder Kintradwell) liegt einige Kilometer südlich des Carn Liath zwischen der Küstenstraße (A9) und der Eisenbahnlinie.

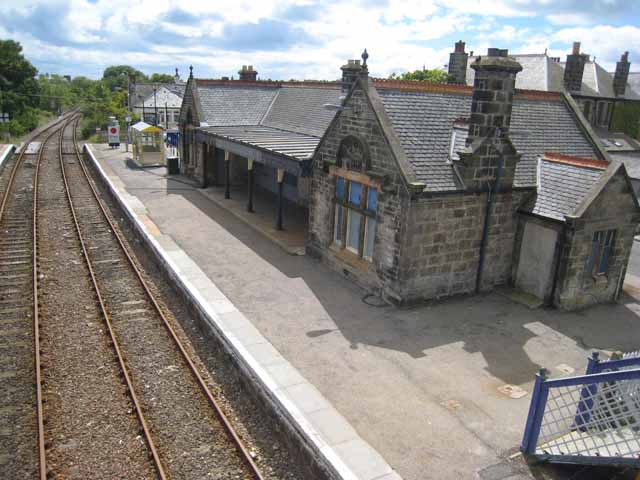
Bahnhof von Brora
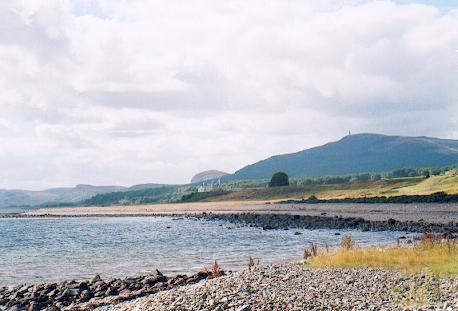
Küste bei Brora
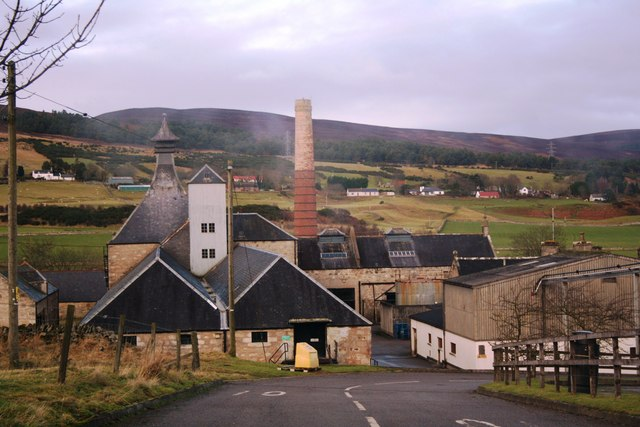
Brora-Brennerei
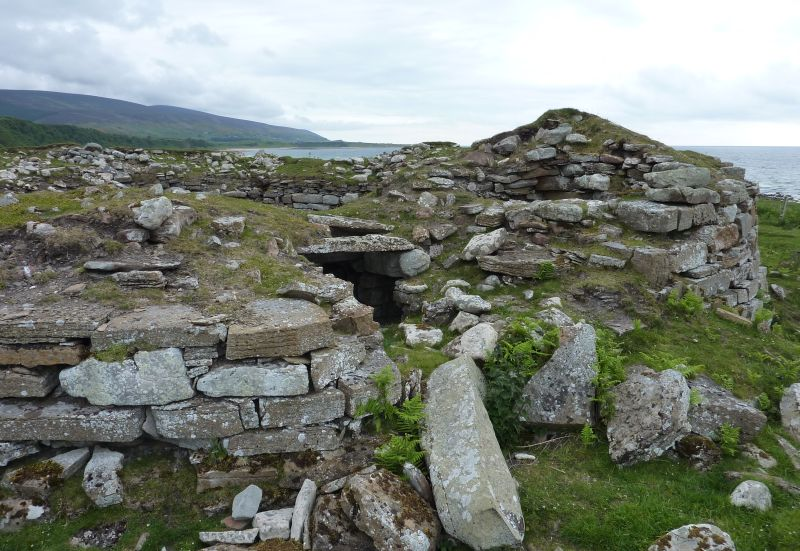
Broch von Cinn Trolla